# Klakorina
Klakorina (en serbe cyrillique : Клакорина) est un village du nord du Monténégro, dans la municipalité de Pljevlja.

## Démographie

### Évolution historique de la population
| 1948 | 1953 | 1961 | 1971 | 1981 | 1991 | 2003 |
| ---- | ---- | ---- | ---- | ---- | ---- | ---- |
| 89   | 97   | 96   | 70   | 20   | 15   | 4    |